# 曾宇謙
曾宇謙（英語：Yu-Chien Tseng，1994年8月24日—），臺灣小提琴家，出生於臺北縣（今新北市）。
5歲開始習琴，且擁有絕對音感。師從林柏山、沈英良、李宜錦、陳沁紅。2016年畢業於柯蒂斯音樂學院，師事艾达·卡瓦芬、亚伦·罗桑。為2009年西班牙薩拉沙泰國際小提琴比賽首獎得主，2012年比利時伊莉莎白王后國際音樂比賽第五名得主，2015年俄罗斯柴可夫斯基國際音樂比賽小提琴第二名銀牌得主（第一名從缺）。

## 生涯
- 1998年三月：開始學小提琴。
- 2000年：受邀與台北市立交響樂團於國家音樂廳合作演出協奏曲。[4]
- 2002年：再次受邀與台北市立交響樂團合作演出協奏曲。
- 2004年：獲選參加文建會儲備音樂人才庫大師班。
- 2005年：受邀與台北愛樂青年管弦樂團於國家音樂廳合作演出協奏曲。獲頒奇美獎學金特別獎。
- 2006年：再次受邀與台北愛樂青年管弦樂團於國家音樂廳合作演出協奏曲。入選文建會第三屆音樂人才庫[5]。
- 2008年：入學美國柯蒂斯音樂學院[6]。受邀於海峽和平交響樂團巡迴音樂會中獨奏演出。
- 2009年：入選文建會第四屆音樂人才庫[7]。
- 2010年：受邀與國家交響樂團於國家音樂廳合作演出跨新年音樂會，並再次受邀與費城管弦樂團合作演出協奏曲。
- 2011年：擔任電影《皮克青春》男主角。
- 2012年：於比利時FUGA LIBERA（英语：Fuga Libera）發行第一張正式CD錄音。
- 2014年：首度於國家音樂廳舉辦獨奏會[8]。
- 2015年：憑《薩拉沙泰名曲集》專輯入圍第26屆傳藝金曲獎〈最佳詮釋獎〉及〈最佳藝術音樂專輯獎〉[9]，並獲得〈最佳詮釋獎〉[10]。
- 2017年：受邀至2017年夏季世界大學運動會開幕式演奏。[11]
- 2018年：憑《夢幻樂章》專輯入圍第29屆傳統藝術金曲獎〈最佳詮釋獎演奏類〉〈最佳錄音獎〉及〈最佳藝術音樂專輯獎〉[12]，並獲得〈最佳詮釋獎演奏類〉[13]。
- 2020年當選第58屆中華民國十大傑出青年（文化及藝術類）[14]。

## 歷年比賽獎項
- 2003年：榮獲全國學生音樂比賽台北縣小提琴國小B組第一名[15]。
- 2004年：榮獲台灣弦樂團小提琴比賽第一名，並受邀與台灣弦樂團於國家音樂廳合作演出協奏曲。[16]
- 2004年：榮獲全國學生音樂比賽小提琴國小B組第一名[17]。
- 2005年：榮獲梅紐因國際青少年小提琴比賽第三名。
- 2008年：榮獲美國費城管弦樂團協奏曲比賽第一名，並受邀與費城管弦樂團合作演出協奏曲。
- 2009年：榮獲西班牙薩拉沙泰國際小提琴比賽首獎及最佳演奏獎，並受邀與西班牙納瓦拉交響樂團合作演出協奏曲並受邀於西班牙八個城市舉行獨奏會。
- 2010年：榮獲義大利帕格尼尼小提琴大賽協奏曲最佳演奏獎。
- 2011年：榮獲第十四屆俄國柴可夫斯基國際音樂比賽小提琴比賽評審團特別獎。
- 2011年：榮獲韓國尹伊桑國際小提琴比賽（英语：Isang Yun Competition）第一名及Isang yun特別獎。
- 2012年：榮獲比利時伊莉莎白王后國際音樂比賽第五名。
- 2015年：榮獲第一屆新加坡國際小提琴比賽（英语：Singapore International Violin Competition）第一名[18]。
- 2015年：榮獲第十五屆俄國柴可夫斯基國際音樂比賽 當屆小提琴最高榮譽銀獎[19][20]。

## 錄音
- 弗兰克、拉威尔、德彪西：法国小提琴奏鸣曲（Franck, Ravel, Debussy - French Violin Sonatas），Fuga Libera: FUG597[21]
- 薩拉沙泰名曲集，奇美博物館: S000887011011088[22]
- 夢幻樂章（Reverie），DG 8860469[23]
- 柴可夫斯基作品輯，DG 4817672

## 外部連結
- 曾宇謙在Allmusic上的頁面
- 曾宇謙的Facebook專頁